# جون بي. داف
جون بي. داف (بالإنجليزية: John B. Duff)‏ هو مؤرخ أمريكي، ولد في 1 يوليو 1931 في أورانج الجنوبية ‏ في الولايات المتحدة، وتوفي في 1 أكتوبر 2013 في بالم ديسيرت في الولايات المتحدة.